# Max Wiederanders
Max Wiederanders (* 16. September 1890 in München; † 28. November 1976 in Gauting) war ein deutscher Architekt, Designer, Innenausstatter der Avantgarde.

## Leben
In den 1940er Jahren war Max Wiederanders Leiter der Meisterschule für das Schreinerhandwerk München.

## Werke (Auswahl)
- 1922 Cherubin-Palast, Hotel Vier Jahreszeiten, München
- 1922 Lustspielhaus Augustenstraße, München
- 1925 Bauten für die Vergnügungspark innerhalb der Verkehrsausstellung,  München
- 1927 „die Goldene Stadt“, Kunstpavillon auf der Ausstellung „Das Bayerische Handwerk“, München
- 1931 Umgestaltung der Innenräume des Sanatorium St. Blasien
- 1951 Deutscher Messestand für die Triennale, Mailand